# Dalków (Woiwodschaft Niederschlesien)
Dalków (deutsch: Dalkau) ist ein Dorf in der Landgemeinde Gaworzyce im Powiat Polkowicki der Woiwodschaft Niederschlesien in Polen.

## Geschichte
Erstmals urkundlich erwähnt wurde „Dalcowo“ im Breslauer Zehntregister Liber fundationis episcopatus Vratislaviensis, das in den Jahren 1295–1305 verfasst wurde.

## Sehenswürdigkeiten
- Das Schloss Dalkau wurde 1596 als Gutshof im Stil der Spätrenaissance errichtet, 1750 barockisiert und später modernisiert und erweitert. Das Schloss is von einem Landschaftspark umgeben.
- Zweistöckiger Wohnturm, spätgotisch, aus Stein und Backstein.

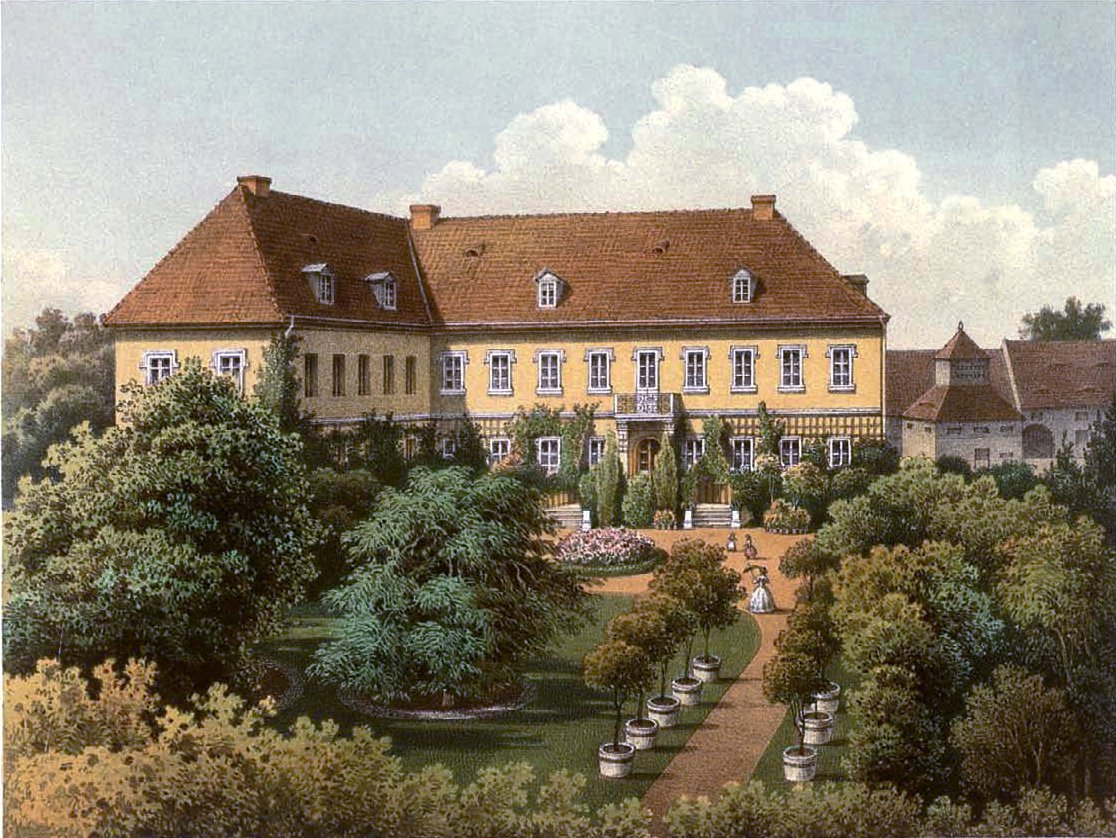
Schloss Dalkau im 19. Jahrhundert
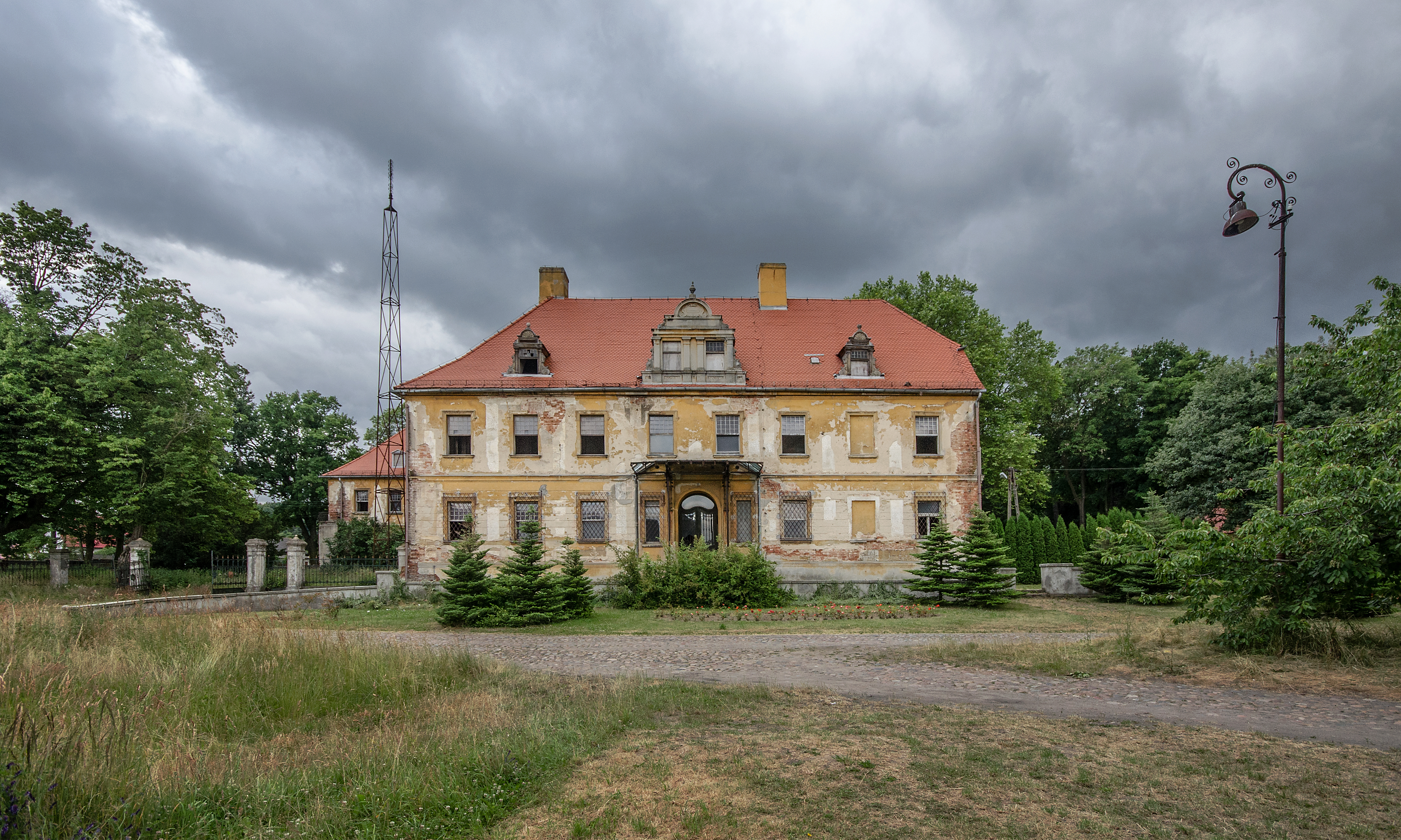
Schloss Dalkau gegenwärtig
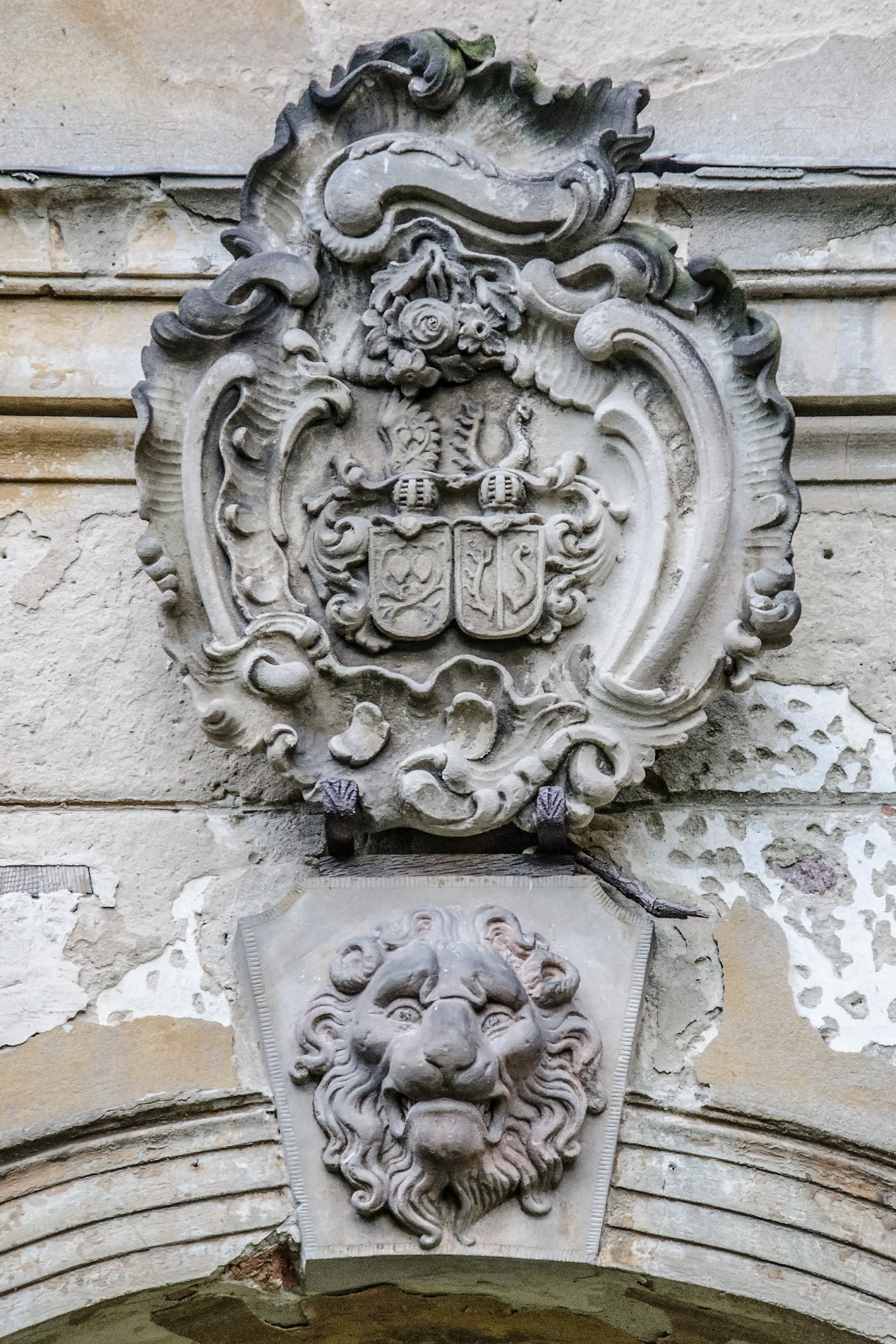
Wappenkartusche am Schloss